# Muelas del Pan
Muelas del Pan es un municipio y localidad  española de la provincia de Zamora y de la comunidad autónoma de Castilla y León.
El nombre de esta localidad indica su vinculación con la molinería, posiblemente por su situación privilegiada en las riberas del Esla. Se encuentra situado en la comarca de la Tierra del Pan, sobre una ladera que precede a los arribes del Esla, aunque la construcción del embalse de Ricobayo modificó sustancialmente su paisaje. Al otro lado del río, en la comarca de la Tierra de Alba, se encuentra Ricobayo (Rico Vado en la documentación medieval), con la que Muelas estuvo comunicada mediante vado y desde el siglo XIII con puente. Durante siglos fue muy popular por sus alfareses y por la fabricación de una cerámica negra, cuyo oficio se perdió por la demanda de mano de obra en la construcción de la presa de Ricobayo.
El municipio incluye como anejos las localidades de Cerezal de Aliste, Ricobayo de Alba y Villaflor.

## Topónimo
Su nombre proviene de la composión de "Muelas" y "Pan". Muelas por la multitud de molinos que antiguamente hubo a lo largo de los regatos que desembocan en el Esla. Pan por estar situada en la comarca del mismo nombre.

## Geografía
Integrado en la comarca de Tierra del Pan, se sitúa a 22 kilómetros de Zamora. El término municipal está atravesado por la carretera nacional N-122, entre los pK 477 y 484, además de por la carretera provincial ZA-324, que se dirige hacia Villalcampo, y por carreteras locales que permiten la comunicación con Almendra, Villaseco del Pan y Almaraz de Duero. El relieve del municipio está definido por el valle del río Esla. El río entra en el territorio represando sus aguas en el embalse de Ricobayo y continúa hacia el sur para salir del municipio haciendo de límite entre Villalcampo y Villaseco del Pan. El río Malo hace de límite por el noroeste con Videmala y desagua en el embalse. La altitud oscila entre los 827 metros cerca de Cerezal de Aliste (Sierra Gorda), y los 600 metros a orillas del Esla. El pueblo se alza a 722 metros sobre el nivel del mar. 
| Noroeste: Pino de Oro y Fonfría | Norte: Videmala        | Nordeste: San Pedro de la Nave-Almendra |
| Oeste: Villalcampo              |                        | Este: Zamora                            |
| Suroeste: Villalcampo           | Sur: Villaseco del Pan | Sureste: Almaraz de Duero               |

## Símbolos
El escudo y la bandera municipal fueron aprobados por el pleno del ayuntamiento de Muelas del Pan en su sesión del 6 de marzo de 2007. El escudo heráldico del municipio se representa conforme a la siguiente descripción textual o blasón:

Escudo Heráldico: Escudo cuartelado en cruz. 1º De gules, berraco de plata. 2º De azur, puente de tres ojos de plata. 3º De azur, barca de plata sobre ondas de plata y azur. 4º De plata, alcornoque arrancado de sinople al timbre Corona Real cerrada.
Boletín Oficial de Castilla y León nº 58 de 22 de marzo de 2007

La descripción de la bandera se aprobó definitivamente mediante acuerdo, de 9 de marzo de 2012 del pleno del ayuntamiento de Muelas del Pan, relativo a la modificación de la bandera municipal. El acuerdo alcanzado permitió sustituir en la bandera municipal la silueta del mapa del término municipal por el escudo municipal, quedando la misma descrita de la siguiente forma:

Bandera municipal: bandera rectangular de proporciones 2:3, formada por cinco franjas horizontales en proporciones 1/3, 1/6, 1/3, 1/6 y 1/3, siendo roja, blanca, verde, blanca y morada, centrado y sobrepuesto sobre las mismas el escudo municipal del ayuntamiento de muelas del pan en sus colores.
Boletín Oficial de Castilla y León nº 95 de 21 de mayo de 2012

## Historia
La importancia del Esla y el paso de río que existió en las cercanías de esta localidad, ha quedado atestiguado por las sucesivas ocupaciones que se han registrado en la Edad de Bronce, Edad del Hierro, época romana y visigoda en el castro que existió en el farallón donde actualmente se asiente la «ermita del Cristo de San Esteban».
Muelas del Pan aparece documentada por primera vez en documento del año 1168. Este primer documento se trata de una carta por la que María Románez concede a San Salvador de Zamora, y a sus canónigos, la tercia de los diezmos, el derecho de heredad y de nombramiento de clérigos, que tenía en varias aldeas en las cercanías del río Esla, entre las que Muelas estaba mencionada expresamente. En 1175 Muelas era uno de los lugares que formaron los límites de Almaraz de Duero, tal y como aparece mencionada en el fuero que ese mismo año se concedió a la villa. En 1360 se volvió a documentar, en esta ocasión fue cuando Teresa Martín y su hija Elena Díez dieron un poder a su hijo y hermano Juan Gómez para poder presentarse a la colación del beneficio de San Cristóbal de Muelas. De nuevo aparece mencionada a finales del siglo XV, cuando Alfonso de Mella, clérigo de la iglesia de Santiago de Muelas, aparece implicado en un conflicto sobre la tercia de diezmos y rentas de la mesa capitular.
Muelas del Pan pasó a formar parte de la provincia de Zamora tras la reforma de la división territorial de España en 1833. De esta forma continuó encuadrado dentro de la región leonesa, si bien esta última carecía de cualquier tipo de competencia u órgano común a las provincias que agrupaba, teniendo un mero carácter clasificatorio, sin pretensiones de operatividad administrativa. Tras la constitución de 1978, y la diversa normativa que la desarrolla, Muelas del Pan pasó a formar parte en 1983 de la comunidad autónoma de Castilla y León, en tanto municipio adscrito a la provincia de Zamora.

## Geografía humana

### Demografía
Cuenta con una población de 616 habitantes (INE 2024).
| Gráfica de evolución demográfica de Muelas del Pan entre 1842 y 2021 |
| |
| Población de derecho según los censos de población del INE Población de hecho según los censos de población del INEEn este censo se denominaba Muelas: 1842 Entre el censo de 1970 y el anterior, crece el término del municipio porque incorpora a una parte de 49505 (Cerezal de Aliste) y 49524 (Ricobayo) |

### Población por núcleos
Desglose de población según el censo anual de población por unidad poblacional del INE.
| Núcleos           | Habitantes (2024) | Varones | Mujeres |
| ----------------- | ----------------- | ------- | ------- |
| Cerezal de Aliste | 75                | 38      | 37      |
| Muelas del Pan    | 383               | 212     | 171     |
| Ricobayo de Alba  | 141               | 75      | 66      |
| Villaflor         | 16                | 7       | 9       |

### Pedanías
El término municipal incluye como anejos a las localidades de Cerezal de Aliste, Ricobayo de Alba y Villaflor. Aunque Muelas del Pan pertenece a la comarca de Tierra del Pan, sus pedanías pertenecen a las comarcas de Tierra de Alba y Aliste. 
Muelas del Pan cuenta con uno de los pueblos más curiosos de la provincia de Zamora, Villaflor. La primera curiosidad es que este pueblo ha cambiado de ayuntamiento tres veces. Fue primero pedanía de San Pedro de la Nave, posteriormente pasó a depender de Cerezal de Aliste, y finalmente, es pedanía de Muelas del Pan. Hasta el año 2006, era el único pueblo de la diócesis de Zamora que no contaba con iglesia. Hasta el año 1998, Villaflor contó con una barcaza para comunicarse con el pueblo vecino de Villanueva de los Corchos.

### Economía
La actividad agrícola es la principal actividad de esta localidad. Durante las últimas décadas del siglo XX tuvo un desarrollo con un ritmo de crecimiento mantenido, derivado en gran medida por el proceso de concentración parcelaria que se realizó en una gran parte del término municipal y que conllevó la optimización de las explotaciones agrícolas. No obstante, el progresivo envejecimiento de los titulares de estas explotaciones, unido a las dificultades en el relevo generacional, harán que este sector tenga un menor peso en la economía local.
También cuenta con la presencia de actividades propias del sector secundario y terciario. Del primero los censos indican la presencia de explotaciones relacionada con las industrias extractivas, alimentarias, metálicas básicas, químicas, transformados metálicos, manufactureros, etc. Del sector terciario o de servicios de actividades relacionadas con el comercio, banca y seguros, transportes y comunicaciones, turismo, etc.
Destaca el notable desarrollo del turismo en el municipio de Muelas, impulsado por su propio ayuntamiento con la creación de diversos centros turísticos como el museo de la arqueología y de la alfarería, el centro de interpretación el "El Alcornocal" o la creación de diversas rutas turísticas:
- Ruta de los Arribanzos: tiene su comienzo en la iglesia parroquial y, a lo largo del recorrido, permite observar innumerables paisajes naturales en armonía con la presencia de fuentes tradicionales, puentes rústicos, santuarios rupestres, refugios naturales para el ganado y restos de viejos molinos medievales. El paisaje presenta la presencia de numerosas peñas de formas caprichosas, valles con sus regatos en los que se situaron pequeños molinos y un mirador desde el que observar el Esla hasta casi su desembocadura en el Duero. El tramo final de la ruta entra en el pueblo y pasa al lado de los restos de un antiguo horno de alfarería.

- Ruta del Cristo de San Esteban: tiene su comienzo en el pueblo, junto a la carretera, para a continuación llevarnos a un paisaje granítico. Las vistas muestran la mezcla de grandes rocas y alcornoques hasta llegar al embalse del Esla y, posteriormente, a la ermita de San Esteban. En este tramo se puede observar el puente construido no hace muchos para unir Muelas y Ricobayo, con un único arco de 154 m y 24 m de altura sobre el río. Junto a la ermita del Cristo, nos podremos acercar al mirador de la Cueva de la Mora y el Castro de san Esteban, encontrado durante la construcción del puente anterior. La parte final de la ruta nos llevará hasta la Laguna Nueva y la Laguna de las Barreras, en las que encontrar distintos tipos de aves y fauna autóctona.

## Alcaldía
| Periodo   | Nombre                     | Partido |
| --------- | -------------------------- | ------- |
| 1979-1983 | Antonio Liedo González     | PSOE    |
| 1983-1987 | Antonio liedo González     | PSOE    |
| 1987-1991 | Francisco Áñez Bartolomé   | CDS     |
| 1991-1995 | Francisco Áñez Bartolomé   | CDS-PP  |
| 1995-1999 | Diego Martín Áñez          | PP      |
| 1999-2003 | Diego Martín Áñez          | PP      |
| 2003-2007 | Manuel Arribas Martín      | PP      |
| 2007-2011 | Manuel Arribas Martín      | PP      |
| 2011-2015 | Luis Alberto Miguel Alonso | PP      |
| 2015-2019 | Luis Alberto Miguel Alonso | PP      |

### Evolución de la deuda viva
El concepto de deuda viva contempla sólo las deudas con cajas y bancos relativas a créditos financieros, valores de renta fija y préstamos o créditos transferidos a terceros, excluyéndose, por tanto, la deuda comercial.
| Gráfica de evolución de la deuda viva del ayuntamiento entre 2008 y 2014                             |
| |
| Deuda viva del ayuntamiento en miles de Euros según datos del Ministerio de Hacienda y Ad. Públicas. |

La deuda viva municipal por habitante en 2014 ascendía a 163,84 €.

## Patrimonio
Iglesia de Santiago.
Se encuentra situada en la parte más baja del casco urbano, al final de las casas, cerca de los arribes del Esla y precedida de un amplio atrio. Su fábrica es el resultado de numerosas reformas, en las que se ha empleado sillería y mampostería. Conserva elementos de la época románica, situados en la esquina suroeste de la nave, la espadaña y parte del muro norte que linda con el cementerio y en el que hay una portada. En su interior alberga imágenes que proceden de antiguas ermitas como una Magdalena del siglo XVI, un San Roque y un San Sebastián, además de otras tallas. Destaca también su retablo mayor de dos cuerpos y rematado por un calvario.
Ermita de San Esteban.
La ermita del Cristo de San Esteban es otro de sus edificios más carismáticos. Se encuentra emplazada en una situación envidiable para contar con unas vistas espectaculares del embalse y junto al castro prerromano del mismo nombre.
Se trata de un edificio con fábrica de mampuesto y sillería en esquinas y vanos. Se encuentra dividido en dos cuerpos, dando paso el segundo arco a la capilla mayor, más ancha que el resto del edificio. En esta capilla se honra la efigie del crucificado, imagen de transición románico-gótica, denomimado popularmente como el Cristo Emberronao. En la ermita se celebran, entre otros cultos y celebraciones, la romería del martes de Pascua y la misa del día de san Marcos del 25 de abril.
Poblado del salto del Esla.
Se trata de un pintoresco poblado que fue construido, en los años cincuenta, para albergar a los trabajadores de la empresa hidroeléctrica que construyó el salto. De entre sus edificios, destacan la iglesia y el hotel, desde el que se puede tener una buena panorámica de la presa y de buena parte del término de Muelas y de Ricobayo.
La Barca de Villaflor.
En el año 1934, se finalizó el embalse de Ricobayo. Su inundación provocó la desaparición de los pueblos que se encontraban a las orillas del Esla en más de 20 km de su curso, además de establecerse como una gran barrera a la comunicación entre la zona más occidental de la provincia de Zamora. Ante la imposibilidad técnico/económica de construir un puente que uniera las localidades de Villaflor (Muelas del Pan) y Villanueva de los Corchos (Videmala), se estableció el servicio de una barcaza. En la misma zona, Villaflor y Villanueva quedaron separadas de El Campillo que, también, pertenecía a San Pedro de la Nave, está incomunicación perdura en la actualidad. El servicio de la barcaza se mantuvo hasta el año 1998 (64 años de servicio sin interrupción), año en que se construyó un puente entre las localidades antes mencionadas. La última barcaza que dio servicio quedó varada a las orillas del embalse en Villaflor. Los vecinos trataron de convencer al alcalde de la importancia etnográfica e histórica de la Barca, sin conseguirlo. La historia de esa protesta se encuentra en el enlace. Actualmente, la Barca descansa en una plataforma de hormigón, el Mirador de la Barca, gracias exclusivamente a la aportación económica y al trabajo de los vecinos y personas vinculadas con Villaflor. Curiosamente, el Ayuntamiento de Muelas del Pan ha incluido en los folletos turísticos "La Barca de Villaflor" como un punto de interés, hay una ruta de senderismo que lleva su nombre y ha sido incluida en el escudo del ayuntamiento.
Museo de Arqueología y Alfarería
El museo se encuentra en la calle Sillada, en un edificio de nueva planta, situado sobre el antiguo solar de la "Casa del Médico". El museo incluye salas en las que se exponen los vestigios arqueológicos de su historia, junto con muestras de su antigua tradición alfarera. Además incluye un taller provisto de dos tipos de hornos tradicionales con los que recrear la actividad alfarera.

## Fiestas patronales
- En Muelas del Pan se celebra la festividad del Cristo de San Esteban, el lunes siguiente a Semana Santa y el día de Santiago 25 de Julio.
- La pedanía de Cerezal de Aliste conmemora a los Santos Justo y Pastor, el 6 y 9 de agosto, mientras que Ricobayo hace lo propio con Nuestra Señora de la Asunción, el 16 de agosto, y Santa Eulalia, el 10 de diciembre.
- La pedanía de Villaflor rinde homenaje a San Mateo, el 19 y 20 de agosto. A partir del año 2006, cuenta con iglesia dedicada a San Boal.
- Romerías: es muy popular la romería del Cristo de San Esteban o 'Cristo Emberronao', que se celebra en la ermita de San Esteban, en Muelas del Pan, el martes tras la Pascua de Resurrección. Ese día, los vecinos acuden procesionalmente desde la iglesia del pueblo, hasta la ermita, en un desfile que va encabezado por un pendón formado por bandas de color verde, rojo y morado; tras él, ya como emblema, la cruz parroquial. A continuación, sobre andas llevadas por las mujeres, se carga con una pequeña imagen del Niño Jesús. Los hombres, ataviados con las típicas capas de pastor de la comarca, portan a hombros a la Virgen María.